# RAG VT 01, VEE VT 101
Die Triebwagen RAG VT 01 und VEE VT 101 sind zwei 1938 von Waggonbau Dessau entwickelte und 1940 an die Regentalbahn bzw. 1942 an die Vorwohle-Emmerthaler Eisenbahn-Gesellschaft ausgelieferte Dieseltriebwagen für Privatbahnen. Beide Triebwagen wurden bei ihren Bahnverwaltungen als Schlepptriebwagen für den Güter- und Personenzugdienst verwendet. Der RAG VT 01 ist im Triebwagenmuseum Dessau erhalten geblieben.

## Geschichte und technische Parameter

### RAG VT 01
Obwohl die AG Lokalbahn Gotteszell–Viechtach mit den schon 1902 und 1908 beschafften Verbrennungstriebwagen gute Erfahrungen gemacht hatte, ergab sich nach Ende des Ersten Weltkrieges kein Bedarf an neuen Fahrzeugen. Die Züge waren gut ausgelastet und die bei anderen Gesellschaften eingesetzten Triebwagen hatten noch nicht die Leistungen, die die Regentalbahn forderte. Erst die Entwicklung flacherer Antriebsmotoren, die unterflur angeordnet werden konnten, ließen bei der Gesellschaft wieder die Gedanken an Triebwagen aufkommen.
1938 entwickelte der Waggonbau Dessau einen Triebwagen mit zwei unterflur angeordneten Dieselmotoren, die zwischen den Achsen gelagert waren und die jeweils im Drehgestell liegende innere Achse mit je einem Mylius-Getriebe und einer Kardanwelle antrieben. Motor sowie Getriebe waren in Dreipunktlagerung am Wagenboden befestigt und konnten bei Revisionen herabgelassen werden. Dieses Fahrzeug wurde unter anderem der Regentalbahn unter der Angebotsnummer 39/3233 zum Kauf angeboten. Die Ausrüstung mit zwei Antriebseinheiten und mechanischer Kraftübertragung war bei Hauptbahntriebwagen zu der Zeit nicht üblich, von der Regentalbahn-Gesellschaft wurde sie jedoch aus Gründen der Betriebssicherheit und der Wartungsmöglichkeiten gewählt.
Auf Grund von wirtschaftlichen Schwierigkeiten verzögerte sich die Fertigstellung und die Auslieferung des Fahrzeuges bis in den Zweiten Weltkrieg hinein, sodass es erst 1940 zur Auslieferung kam. Der Wagenkasten war speziell für die Regentalbahn gebaut und mit zwei Führerständen, einem Gepäck- sowie einem Postabteil ausgerüstet.
Bei der Indienststellung besaß der Triebwagen 50 Sitzplätze 3. Klasse, 50 Stehplätze und acht Klappsitze. Das Postabteil war mit beidseitigen Briefeinwurfschlitzen versehen und für den allgemeinen Postverkehr geeignet. 1956 wurde die 3. Klasse in 2. Klasse umgezeichnet. 1978 entfiel das Postabteil, der Triebwagen hatte fortan 72 Sitzplätze.
Am 25. September 1940 unternahm der Triebwagen, der zuerst als T 1, später als VT 01 bezeichnet wurde, zwischen Blaibach und Viechtach seine ersten Probefahrten und ging danach in den planmäßigen Betrieb. Leistungs- und betriebsmäßig war er so ausgelegt, dass er zwei zweiachsige Personenwagen mitführen konnte. Ein Grund für die Anschaffung des Triebwagens war die Beförderung von Schülern nach Cham. Das Fahrzeug bewährte sich sehr gut; der damalige Betriebsdirektor attestierte ihm ein Drittel weniger Betriebskosten gegenüber dampfgeführten Zügen:79 und führte ihn in Werbeprospekten als Aussichtstriebwagen.:51
Über seine Einsatzzeit und über weitere Leistungsparameter ist wenig bekannt. Anfangs mit zwei Spitzenlichtern im Betrieb,:2 erhielt er später zwei Scheinwerfer mit integrierter Schlussleuchte.:39 Die Antriebsanlage wurde zu einem betrieblichen Problem. Zwar ließen sich Antriebsmotoren relativ unproblematisch tauschen, doch für die Getriebe wurde ab den 1970er Jahren die Ersatzteilbeschaffung immer schwieriger.
1984 war eine Hauptuntersuchung geplant. Davor erlitt der Triebwagen jedoch einen schweren Getriebeschaden. Eine Reparatur wurde erwogen, jedoch wurden Teile seiner Antriebsanlage für die Reparatur des VT 13 verwendet. Der Triebwagen wurde daraufhin ausgemustert und konserviert abgestellt.:79

### VEE VT 101

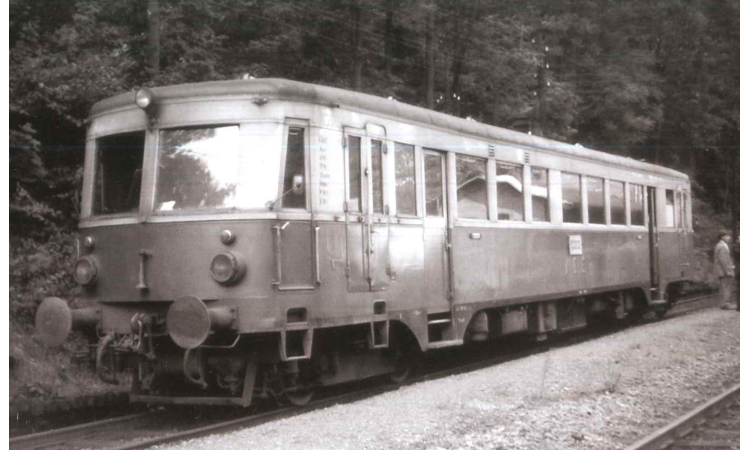
VEE T101 im Zustand der 1950er Jahre

Einen baugleichen Triebwagen zum RAG VT 01 beschaffte die Vorwohle-Emmerthaler Eisenbahn-Gesellschaft mit dem VT 101. Der Triebwagen wurde 1939 bestellt, konnte jedoch erst 1942 aufgrund von Kriegsereignissen ausgeliefert werden. Der Triebwagen war der dritte Triebwagen der Gesellschaft. Er wurde gekauft, weil sie mit dem vorher erworbenen zweimotorigen VEE T 1 sehr zufrieden war. Die Höchstgeschwindigkeit von 75 km/h konnte der Wagen nur auf der Hauptbahn zwischen Emmerthal und Hameln ausfahren. Seine Zugkraft war so hoch, dass er mehrere Güterwagen ziehen konnte. Das brachte dem Triebwagen den Beinamen Jumbo ein. Sein Hauptaufgabengebiet war bis 1945 der Schüler- und Berufsverkehr mit zeitweiser Durchbindung bis Hameln.
1945/46 wurde er von der Militärverwaltung beschlagnahmt und in Bad Oeynhausen stationiert. Die Wiederinbetriebnahme bei der VEE gestaltete sich schwierig, weil der Triebwagen bei seiner Rückführung mit nur einem eingebauten Motor überführt wurde. Der zweite Motor lag mit nicht abgelassenem Kühlwasser im Gepäckraum. Das durch Frostschäden unbrauchbar gewordene Kurbelgehäuse musste durch ein neues von KHD ersetzt werden. Danach versah er weiter den Berufsverkehr bei der VEE bis zur Einstellung des Personenverkehrs. Später wurde der Wagen über Mietbasis bei der Vorwohle-Emmerthaler Eisenbahn-Gesellschaft eingesetzt. Diese Einsätze währten bis 1969, ein Getriebeschaden beendete den Einsatz des Fahrzeuges. Das bei einer Schrotthandlung hinterstellte Fahrzeug brannte aus und wurde ausgemustert.

## Verkauf
1995 wurde der RAG VT 01 an die Dessau-Wörlitzer Eisenbahn verkauft und seither äußerlich wieder aufgearbeitet. Dabei wurden die Scheinwerfer einer V 15 angebaut. 2019 stand der Triebwagen äußerlich aufgearbeitet, jedoch nicht fahrfähig, im Triebwagenmuseum Dessau.